# فرانك غاردنر (سياسي)
فرانك غاردنر (بالإنجليزية: Frank Gardner)‏ هو قاضي ومحامي وسياسي أمريكي، ولد في 8 مايو 1872، وتوفي في 1 فبراير 1937. حزبياً، نشط في الحزب الديمقراطي. وقد انتخب عضو مجلس النواب الأمريكي.